# 1e Infanteriebrigade (België)

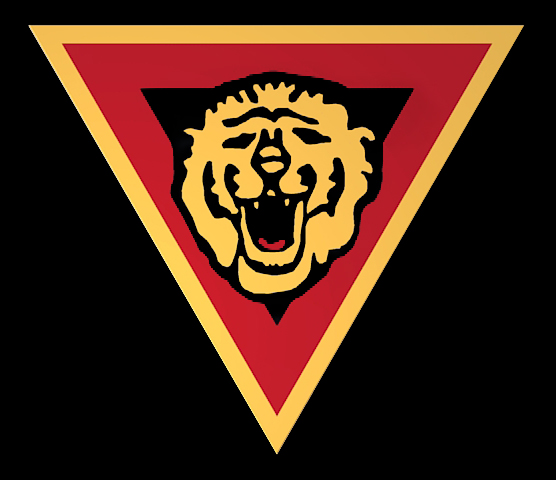
Insigne van het Belgische 1e Infanteriebrigade

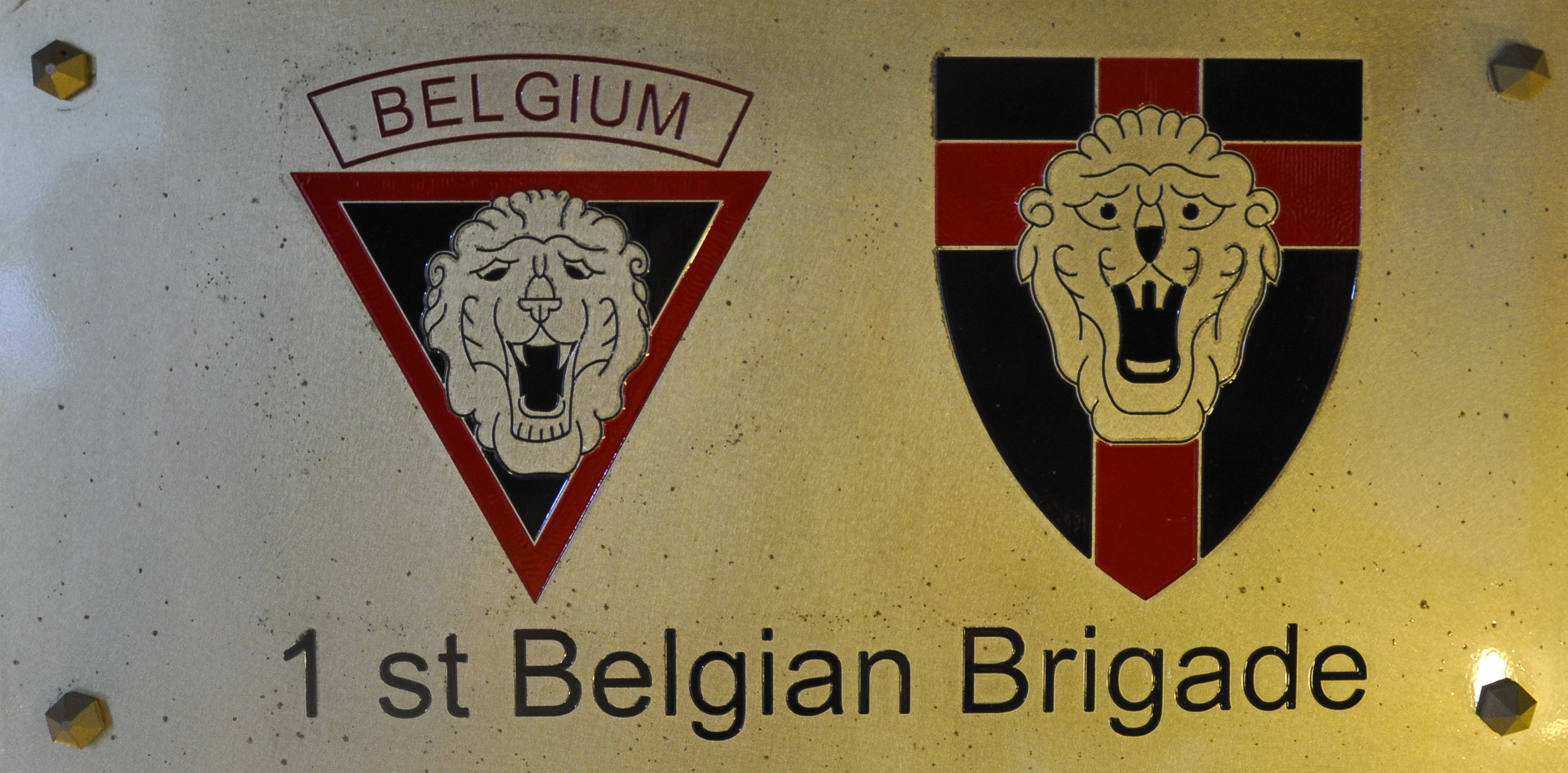
In de batterij van Merville

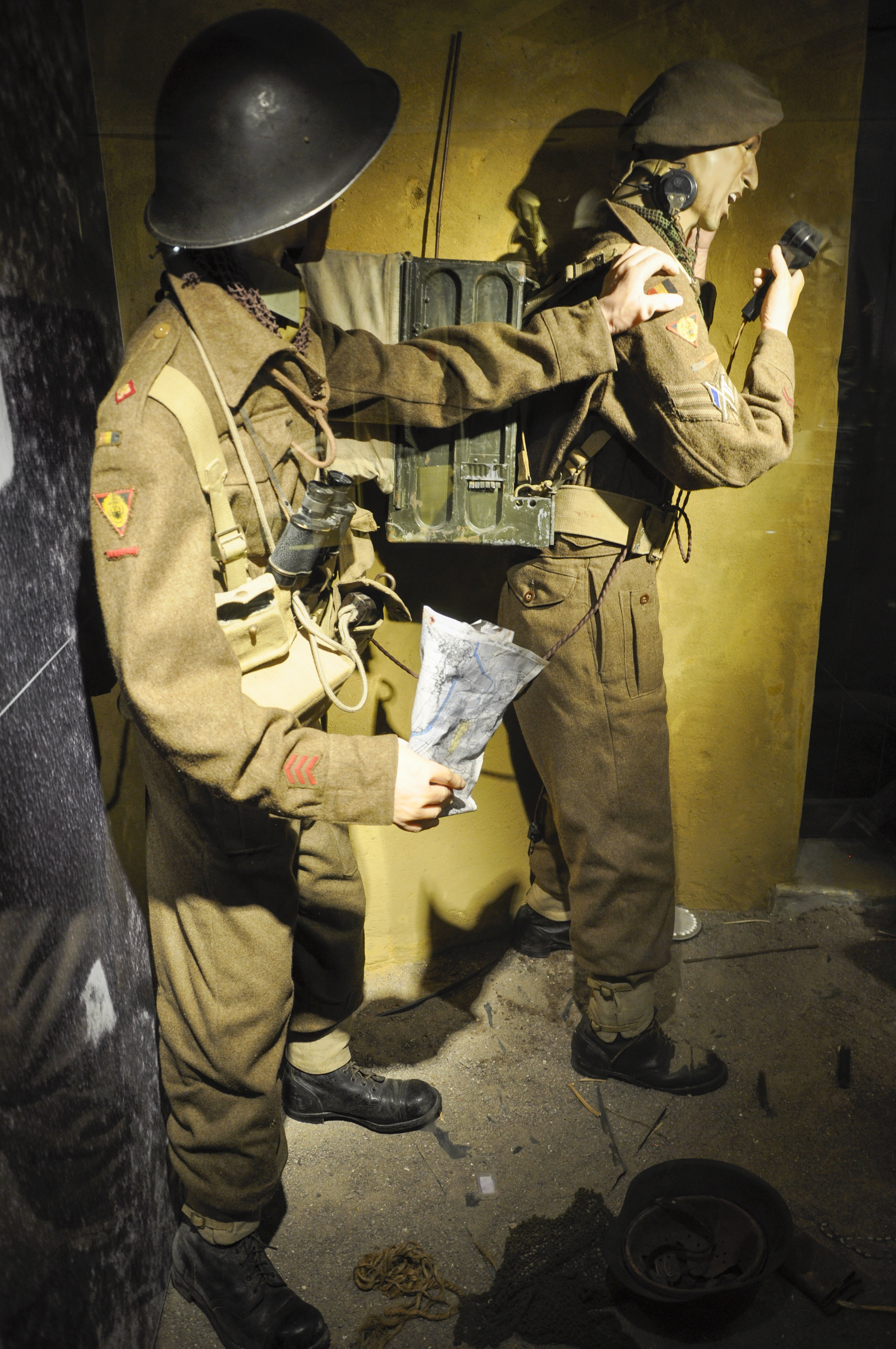
Soldaten van de 1e Infanteriebrigade België in de batterij van Merville

De Brigade Piron of officieel Belgische 1e Infanteriebrigade werd tijdens de Tweede Wereldoorlog in het Verenigd Koninkrijk opgericht en stond onder bevel van luitenant-kolonel Jean-Baptiste Piron die op zijn beurt onder het commando stond van de Britse 6e Luchtlandingsdivisie van het Canadese 1e Leger. Vanaf 28 augustus 1944 viel de brigade onder de Britse 49ste Divisie van het Britse 2e Leger.
De brigade bestond uit 2200 (volgens een andere bron 2500) gevluchte Belgische en Luxemburgse militairen. De eenheid werd opgeleid in Tenby (Wales). Ze nam niet deel aan de landing in Normandië maar landde op 7 augustus 1944 in Arromanches en Courseulles-sur-Mer, en bevrijdde op 21 augustus Cabourg, op 22 augustus Deauville, op 24 augustus Trouville-sur-Mer en op 25 augustus Honfleur.
Nadien nam de brigade deel aan de bevrijding van België. Ze stak op 3 september bij Rongy de grens over en bevrijdde een dag later de hoofdstad Brussel. De militairen kregen hierna een paar dagen verlof om hun familie te bezoeken. 
Midden september 1944 werd de Brigade naar Limburg gedirigeerd, waar ze in Beringen het Albertkanaal overstak en Leopoldsburg bevrijdde. Tijdens Operatie Market Garden kreeg de Belgische eenheid de opdracht om de flanken van de aanval te beveiligen. Tussen 19 en 21 september volgde de bevrijding van Bree, op 22 september staken de eerste verkenningseenheden de Zuid-Willemsvaart over en bereikten Maaseik. Op 25 september was het laatste stukje van Limburg, met onder ander Kinrooi en Maaseik, volledig bevrijd. 
Daarop ging de Brigade Piron in de aanval richting Nederlands-Limburg, waar de Duitse troepen zich achter het kanaal Wessem-Nederweert hadden teruggetrokken. Onder andere in Thorn (dat op 25 september 1944 werd bevrijd) kwam het tot hevige gevechten, waarbij verscheidene Belgische soldaten sneuvelden. In het gure herfstweer groef de Brigade zich daarna in, rond Thorn, Ittervoort en Ell. Pas in november kwam de aflossing door Britse troepen. 
Eind 1944, begin 1945 werd de Brigade Piron in het Waasland gereorganiseerd en officieel omgevormd tot een volwaardige infanteriebrigade (met de benaming 1e Infanteriebrigade ”Bevrijding”). Vanaf dan telde de eenheid drie volwaardige bataljons.  
Vervolgens nam de eenheid deel aan de veldtocht in Nederland, met name op Walcheren en in de Betuwe.
Na de oorlog vormde ze de kern voor het nieuwe Belgische leger. De brigade bezette in Duitsland de streek rond Siegen en Lüdenscheid. Later werd ze herdoopt tot Bataljon Bevrijding. In 1992 werden de 5de Linie Regiment en Bataljon Bevrijding samengevoegd tot Regiment Bevrijding/5 Linie. In 2010 werd ze een Mediaan bataljon waardoor de benaming werd gewijzigd naar Mediaan Bataljon Bevrijding/5 Linie (afgekort als Md Bn Bvr/5 Li). Ze is nu gekazerneerd in Leopoldsburg.
In het kader van de NAVO-gordel kreeg België een zestig kilometer brede sector te verdedigen. Het 1ste Belgische Legerkorps dat deze opdracht uitvoerde, vormde alzo een schild ter bescherming van Belgische staatsburgers. Deze opdracht vindt men terug in de leuze op het wapenschild "SCUTUM BELGARUM", wat staat voor het "Schild der Belgen".

## Wapenschild
- Gekruiste zwaarden: met vereende krachten (de twee gekruiste zwaarden), wordt de doorgang versperd voor éénieder die niet welkom is. De zwaarden symboliseren samen met het schild de doeltreffende verdedigingsschakel binnen de NAVO die borg staat voor het afslaan van elke mogelijke militaire bedreiging.
- Leeuwenkop: tijdens haar vormings- en trainingsfase in het Verenigd Koninkrijk nam de Brigade Piron als eerste een gouden leeuwenkop op in haar wapenschild. Het is die leeuwenkop die men nu terugvindt in het wapenschild van het 1e Belgische Legerkorps.[1]